# Muntunie

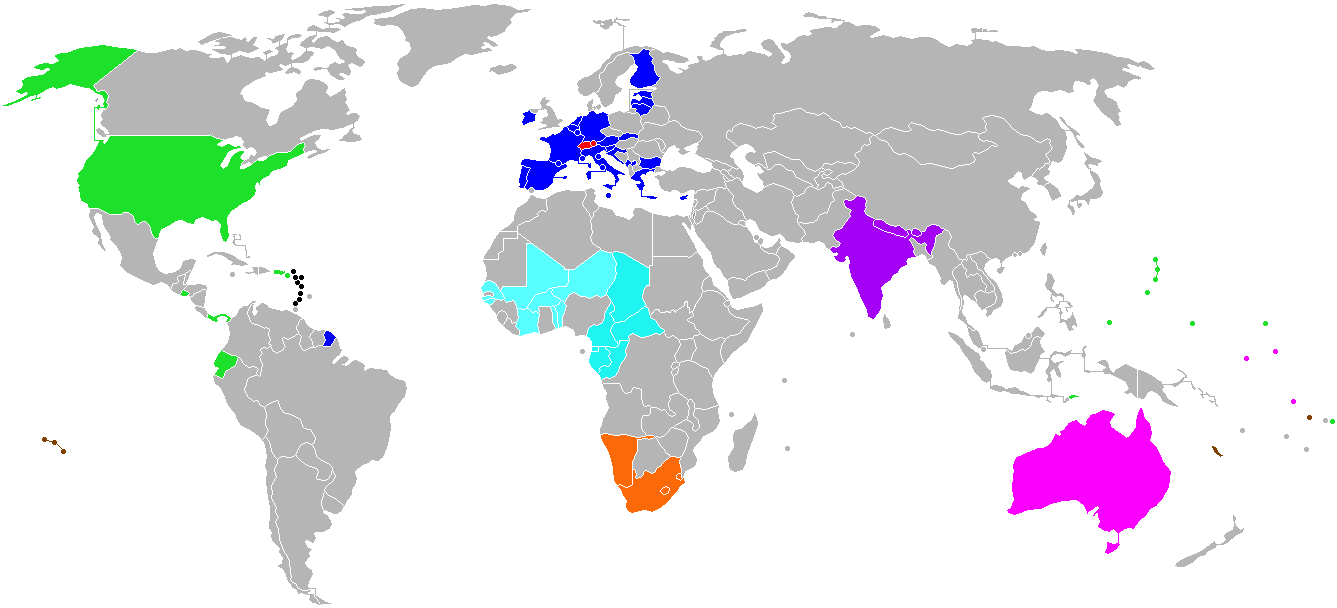
Muntunies in de wereld:
EUR Euro
USD Amerikaanse dollar
CHF Zwitserse frank
INR Indiase roepie
AUD Australische dollar
XCD Oost-Caribische dollar
ZAR Zuid-Afrikaanse rand
XOF West-Afrikaanse CFA-frank
XAF Centraal-Afrikaanse CFA-frank
XPF CFP-frank

Een muntunie of monetaire unie is een economisch verdrag, waarbij verschillende landen een gemeenschappelijke munt invoeren.

## Bestaande muntunies
- De Antilliaanse gulden is de munteenheid van Curaçao en Sint Maarten.
- De Centraal-Afrikaanse CFA-frank is betaalmiddel in een aantal Centraal-Afrikaanse landen; hij wordt uitgegeven door de Communauté Économique et Monétaire de l'Afrique Centrale (CEMAC), de Centraal-Afrikaanse Economische en Monetaire Gemeenschap
- De West-Afrikaanse CFA-frank is betaalmiddel in een aantal West-Afrikaanse landen; hij wordt uitgegeven door de Union Économique et Monétaire Ouest Africaine (UEMOA), de West-Afrikaanse Economische en Monetaire Unie
- De CFP-frank is betaalmiddel in Frans-Polynesië, Nieuw-Caledonië, en Wallis en Futuna; hij wordt uitgegeven door het Institut d'émission d'outre-mer (IEOM), het Overzees Emissie-instituut.
- De euro is betaalmiddel in een groot deel van de Europese Unie (Eurozone). Ook Andorra, Monaco, San Marino, en Vaticaanstad mogen euro's uitgeven.
- De Oost-Caribische dollar is betaalmiddel in Anguilla, Antigua en Barbuda, Dominica, Grenada, Montserrat, Saint Kitts en Nevis, Saint Lucia, en Saint Vincent en de Grenadines; hij wordt uitgegeven door de Eastern Caribbean Currency Union van de Organisatie van Oost-Caribische Staten (OECS).

## Feitelijke muntunies
Een feitelijke muntunie is niet het gevolg van een verdrag, maar een situatie die in de praktijk ontstaat doordat een land of een gebied feitelijk een vreemde munt als munteenheid gaat gebruiken.
- Zo gebruiken Montenegro en Kosovo de euro als betaalmiddel; in Bosnië en Herzegovina wordt de Bosnische convertibele mark gebruikt, gelijk aan de vroegere Duitse mark en nu dus gekoppeld aan de euro.
- De Amerikaanse dollar wordt ook gebruikt in Palau, Caribisch Nederland, Micronesia, de Marshalleilanden, Panama, Ecuador, El Salvador, Oost-Timor, de Britse Maagdeneilanden en de Turks- en Caicoseilanden.
- De Armeense dram wordt ook gebruikt in Nagorno-Karabach.
- De Australische dollar wordt ook gebruikt in Kiribati, Nauru en Tuvalu.
- De Hongkongse dollar wordt ook gebruikt in Macau.
- De Indiase roepie is ook wettelijk betaalmiddel in Bhutan; hij wordt feitelijk ook gebruikt in Nepal
- De Marokkaanse dirham wordt ook gebruikt in de Westelijke Sahara.
- De Nieuw-Zeelandse dollar wordt ook gebruikt in Niue, de Cookeilanden, Tokelau en de Pitcairneilanden.
- De Russische roebel wordt buiten Rusland ook nog gebruikt in Abchazië en Zuid-Ossetië.
- De Turkse lira is het officiële betaalmiddel in Noord-Cyprus.
- De Zuid-Afrikaanse rand is naast Zuid-Afrika ook de wettige betaalmiddel in Lesotho, Swaziland en Namibië.
- De Zwitserse frank is het officiële betaalmiddel in Liechtenstein.
- In Palestina is zowel de Israëlische sjekel, Egyptische pond als de Jordaanse dinar in omloop.

## Geplande of voorgestelde muntunies
- Centraal-Amerikaans Integratiesysteem: Centraal-Amerikaanse peso
- Oost-Afrikaanse Federatie: Oost-Afrikaanse shilling
- Pacific Islands Forum: Oceanische dollar
- Samenwerkingsraad van de Arabische Golfstaten: Khaleeji dinar
- Unie van de Arabische Maghreb: Maghrebijnse dinar
- Unie van Rusland en Wit-Rusland: roebel
- Unie van Zuid-Amerikaanse Naties

## Enkele vroegere muntunies
- Latijnse muntunie[1]
- Belgisch-Luxemburgse Economische Unie
- Scandinavische Monetaire Unie
- Brits-West-Afrikaanse pond
- West-Indische dollar
- Frans-West-Afrikaanse frank
- Frans-Equatoriaal-Afrikaanse frank
- Oceanische pond
- Perzische Golf-roepie
- Centraal-Amerikaanse real

## Referentie
1. ↑  Baedeker reisgids van 1905

Antilliaanse gulden · CFA-frank · CFP-frank · euro · Oost-Caribische dollar